# Engie Open de Limoges 2018
L'Engie Open de Limoges 2018 è stato un torneo di tennis femminile giocato sul cemento indoor. È stata l'12ª edizione del torneo, che fa parte del WTA Challenger Tour 2018. Il torneo si è giocato al Palais des Sports de Beaublanc di Limoges, in Francia, dal 5 all'11 novembre 2018.

## Partecipanti

### Teste di serie
| Nazionalità | Giocatrice             | Ranking* | Testa di serie |
| ----------- | ---------------------- | -------- | -------------- |
| Romania     | Mihaela Buzărnescu     | 24       | 1              |
| Francia     | Alizé Cornet           | 46       | 2              |
| Francia     | Pauline Parmentier     | 54       | 3              |
| Romania     | Ana Bogdan             | 71       | 4              |
| Romania     | Monica Niculescu       | 77       | 5              |
| Germania    | Tatjana Maria          | 78       | 6              |
| Russia      | Evgenija Rodina        | 87       | 7              |
| Russia      | Ekaterina Aleksandrova | 92       | 8              |

* Ranking al 29 ottobre 2018.

### Altre partecipanti
Le seguenti giocatrici hanno ricevuto una wild card per il tabellone principale:
- Timea Bacsinszky
- Mihaela Buzărnescu
- Alizé Cornet
- Chloé Paquet
- Pauline Parmentier
- Katarina Zavac'ka

Le seguenti giocatrici sono entrate con il ranking protetto:
- Vol'ha Havarcova
- Rebecca Šramková

Le seguenti giocatrici sono passate dalle qualificazioni:
- Audrey Albié
- Gréta Arn
- Marina Mel'nikova
- Renata Voráčová

Le seguenti giocatrici sono entrate come lucky loser:
- Jana Čepelová
- Sílvia Soler Espinosa

## Campionesse

### Singolare
Ekaterina Aleksandrova ha sconfitto in finale  Evgenija Rodina con il punteggio di 6–2, 6–2.

### Doppio
Veronika Kudermetova /  Galina Voskoboeva hanno sconfitto in finale  Timea Bacsinszky /  Vera Zvonarëva con il punteggio di 7–5, 6–4.